# Coll de Sant Llogari
El Coll de Sant Llogari, també anomenat Collet de Sant Llogari, és una collada situada a 623,6 m d'altitud situat a cavall dels termes municipals de Castellcir, Castellterçol i Monistrol de Calders, del Moianès. És el punt de trobada d'aquests tres termes.

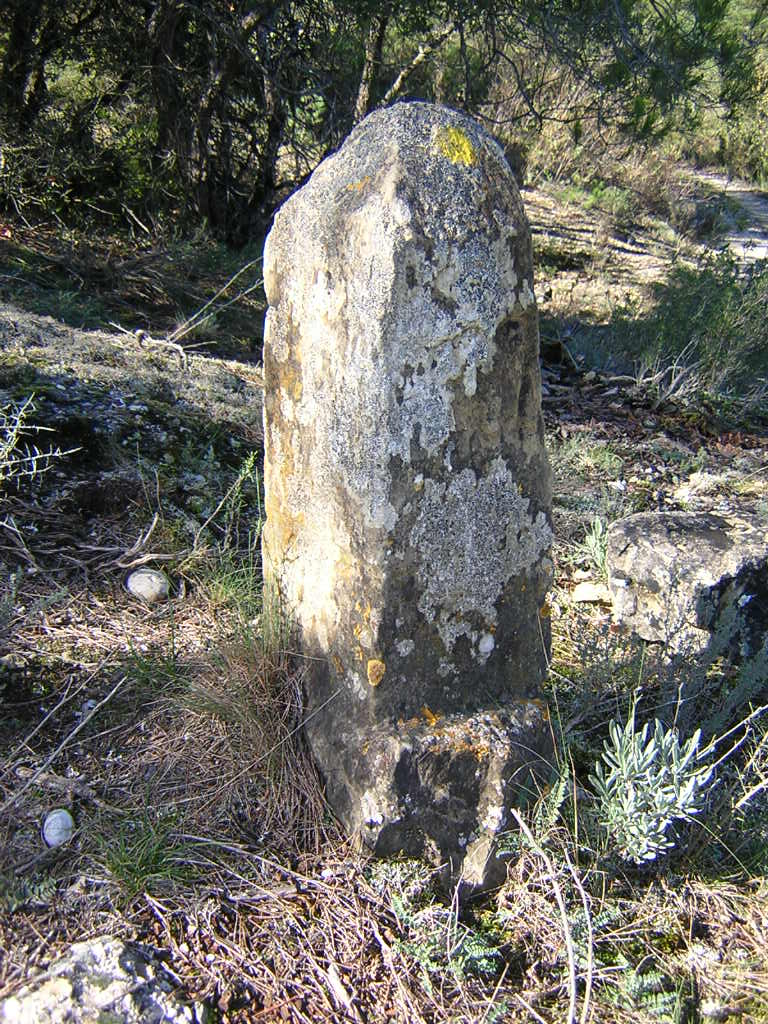
La fita tritermenal del Coll de Sant Llogari, del

Està situada just al nord de la Sala de Sant Llogari, a l'extrem de llevant de la Carena de la Baga i al sud-oest de les Roques de Sant Llogari. Pel seu nord discorre el torrent de Colljovà, i pel sud, la riera de la Sala o riera de Sant Joan.
Hi passa un dels camins que comunica Monistrol de Calders amb Castellterçol.
En el costat meridional del coll hi ha una antiga fita termenal, que marca el punt de trobada dels tres termes municipals esmentats.